# Oswald Schwemmer
Oswald Schwemmer (10 de junio de 1941 en Hilden) es un filósofo alemán. Es profesor de Antropología Filosófica y Filosofía de la Cultural en la Universidad Humboldt de Berlín.

## Trayectoria
Oswald Schwemmer nació el 10 de junio de 1941 de Karl y Margarete Schwemmer. Estudió matemáticas y teología católica en la Universidad de Bonn y filosofía en Pullach. Allí obtuvo el diploma canónico de licenciatura en filosofía en 1966 en la Universidad Filosófica Jesuita de Berchmanskolleg, la institución predecesora de la Escuela de Filosofía de Múnich SJ.
Estudió filosofía, sociología y psicología en la Universidad de Múnich antes de continuar sus estudios con Paul Lorenzen y Wilhelm Kamlah en Erlangen en 1967. En 1970 Schwemmer hizo su doctorado con Paul Lorenzen, uno de los fundadores del constructivismo de Erlangen. En su tesis de habilitación, que Lorenzen también dirigió, Schwemmer demostró por primera vez que las explicaciones libres de formulaciones circulares son posibles en los estudios culturales.
Después de varios años de docencia en Marburgo (1982-1987) y Düsseldorf, fue designado para la "Cátedra de Filosofía con especial consideración de antropología filosófica y filosofía de la cultura, incluida la filosofía de las ciencias culturales" en el Instituto de Filosofía de la Universidad Humboldt en Berlín en 1993 donde se mantuvo hasta 2009.
Como profesor titular, de 2009 a 2011 estuvo a cargo del proyecto financiado por terceros “Ernst-Cassirer-Nachlassedition” en el Instituto de Filosofía de la Universidad Humboldt de Berlín.

## Antropología filosófica

### Relación con las ciencias humanas
La tarea de la antropología filosófica es resaltar la posición especial de los humanos en comparación con otros seres vivos. Para Schwemmer, esto siempre debe hacerse teniendo en cuenta los resultados de las ciencias naturales y sociales. La respuesta de la filosofía a la pregunta "¿Qué es el hombre?" es diferente de las diferentes respuestas de las diversas ciencias individuales. La filosofía también tiene en cuenta las restricciones terminológicas y metodológicas de estas disciplinas individuales y elabora una orientación de perspectiva en todo el campo de las cuestiones relacionadas con las personas.

### La existencia simbólica de la mente
Dado que las diferentes tradiciones discursivas de las tradiciones científicas y filosóficas se superponen con respecto a los humanos, la tarea de una antropología filosófica moderna es principalmente crear claridad conceptual. Por tanto, Schwemmer diferencia entre las distintas actuaciones cognitivas de los humanos, que, según la perspectiva, pueden representarse como fenómenos neuronales, psicológicamente conscientes o mentales. La interfaz que resulta particularmente interesante para la antropología filosófica es en este caso entre la conciencia que nos es tangible en el sentir y estar presente, y el mundo espiritual de los simbolismos culturales que afectan a nuestro contenido de conciencia. Sin estos simbolismos culturales, la mente y la conciencia serían simplemente idénticas. Sin embargo, la mente puede definirse como una interacción entre la conciencia y los simbolismos trascendentes de la conciencia. Este resultado es significativo para la antropología filosófica en la medida en que supera la unilateralidad de una concepción puramente neuronal-orgánica del hombre, así como la concepción puramente idealista.
No solo el concepto de espíritu vuelve a tener una función, Schwemmer también actualiza el concepto de subjetividad en el contexto de su antropología. Schwemmer entiende la subjetividad como una capacidad no representativa para objetar. Esto quiere decir que la capacidad de objetivar simbólicamente el mundo en sí no puede ser descrita nuevamente por un solo discurso, por ejemplo neurocientífico, sino que debe verse como un vínculo entre la interpretación autónoma y los símbolos objetivamente interindividuales.

### Esquema de emergencia extendido
El cerebro, la conciencia y el espíritu muestran diferentes estructuras internas a nivel fenomenológico, que no se pueden reducir entre sí. Por tanto, los logros mentales y conscientes deben verse como fenómenos de emergencia. Su contenido respectivo y la relación mutua de sus contenidos no pueden ser descritos exclusivamente por estructuras neuronales, aunque, por supuesto, a todos los procesos conscientes se les asignan procesos neuronales paralelos.
Este esquema básico de emergencia también debe abrirse a los simbolismos interindividuales, cuya suma forma la cultura humana tradicional. El contenido cultural e histórico de los mundos espirituales no puede explicarse en términos de configuraciones neuronales ni es únicamente un componente de la conciencia. Más bien, el espíritu se muestra abierto a esta dimensión pública, que en sí misma es independiente. Por lo tanto, la asignación de símbolos individuales y configuraciones neuronales solo es posible en una dirección: solo se le puede asignar una configuración neuronal específica en función del contenido mental. 

## Filosofía de la cultura

### Bases
Con su filosofía de la cultura, Schwemmer sigue el trabajo de Ernst Cassirer, al que, sin embargo, le da un nuevo enfoque a través de una base teórica de los medios. La reflexión sobre la forma es de hecho un concepto clave en los análisis filosóficos-culturales de Cassirer, pero con un desprecio de gran alcance por la materialidad y la medialidad de los contextos simbólicos incluidos en él.
En contraste con la mera resistencia de las propiedades materiales, los medios para Schwemmer son sistemas dinámicos en los que nuestros procesos de articulación inician o utilizan la autoestructuración.  Un ejemplo de ello es el lenguaje como medio que se nos da y, en sus diferentes formas culturales, codetermina decisivamente nuestras posibilidades de pensamiento y articulación. Sin embargo, podemos intervenir en el lenguaje de forma creativa hasta cierto punto, de modo que podamos expresarnos individualmente en una relación libre con él.
Una de las principales tareas de la filosofía cultural es examinar las diferentes estructuras internas de los medios individuales. Para Schwemmer, las consideraciones sobre el impacto de la alfabetización en las culturas forman parte de esto tanto como las investigaciones teóricas de imágenes y los análisis detallados de la gramática de nuestros sentidos.

### Inferencias
Desde una perspectiva filosófica cultural, Schwemmer también comenta el problema del libre albedrío de las personas, así como la cuestión del papel del arte en nuestro tiempo.

#### El problema del libre albedrío
En el debate sobre el libre albedrío, primero debe hacerse una distinción en cuanto al nivel de acción en el que se puede hablar de decisiones consciente-voluntarias. Para Schwemmer, estas no deben buscarse en formas de movimientos corporales individuales, como el movimiento de los dedos en el experimento de Libet, en la medida en que estos se llevan a cabo de forma rutinaria. En general, para llevar una vida satisfactoria, dependemos de no tener que pensar en cada paso que damos. Más bien, confiamos en los patrones organizativos públicos que preestructuran nuestras acciones en forma de irreflexión colectiva.  Para un concepto apropiado de la libertad humana, la restricción a la voluntad momentánea y los movimientos sin importancia, como los que emprende el experimento Libet, parece desproporcionada. Más bien, para Schwemmer la libertad tiene lugar en un campo de acción complejo dentro del cual sopesamos diferentes motivos para nuestras intenciones y planes. Por supuesto, estos motivos también se pueden reconstruir posteriormente. Sin embargo, no debe concluirse de esto que la acción libre solo es posible en ausencia de cualquier motivo; sería completamente absurdo asumir que las acciones solo son libres si no resultan de ningún contexto consecuente.
Para tener una idea clara del problema del libre albedrío, es necesario que Schwemmer distinga entre las diversas formas de describir la libertad. Existe una diferencia esencial entre los procesos preconscientes de la conciencia (percibir y pensar) y su representación (lo que se percibe y se piensa), es decir, la parte que nos es accesible. Los dos niveles de proceso y representación corresponden al nivel descriptivo de la perspectiva en primera persona y la perspectiva en tercera persona. Simplemente equiparando ambas perspectivas o incluso afirmando que la perspectiva en primera persona es insignificante, la argumentación neurobiológica reduce ambos niveles a un modelo causalmente descriptible. Esto crea una secuencia de representaciones vinculadas de la conciencia que se correlacionan con ciertas configuraciones neuronales. Ahora se puede afirmar la causalidad de estas últimas. Además, una visión neurobiológica tiende a aislar los momentos individuales de representación. Lo hace asumiendo que estos momentos eliminados del evento general (la flexión de un dedo) ahora pueden probarse individualmente para determinar sus propiedades de libertad. Más bien, se debe asumir que la libertad humana solo puede constituirse en todo el campo de pensamientos, sentimientos, experiencias e ideas que definen a una persona con su propia biografía en el contexto de una cultura. Con esto, el argumento de Schwemmer se enmarca en la perspectiva cultural-filosófica y mediática-teórica: la libertad consiste en vincular de manera creativa las representaciones presentes y los simbolismos públicos entre sí. Libertad significa involucrarse en las dinámicas figurativas que los diferentes medios tienen preparadas según su significado y forma, para hacer uso de esta dinámica, abandonarse a ella o romper conscientemente con ella.

#### Función del arte
Si la libertad de nuestras acciones depende fundamentalmente de nuestro uso consciente de las formas culturales, entonces el arte juega un papel especial en este contexto. En este sentido el arte busca confrontar conscientemente las formas comunes, cuestionarlas, reordenarlas, modificarlas, ironizarlas, distorsionarlas, enfatizarlas o destextualizarlas, nos aleja de lo que antes se daba por hecho. Cuando las formas surgen a través de la formación de la concisión (siguiendo el concepto de concisión de Cassirer), el arte resulta ser un cambio creativo en la concisión. Al licuar las formas que se han congelado en una materia natural de esta manera, según Schwemmer, tiene la tarea social de mantener y desarrollar aún más nuestra adaptabilidad cultural en un mundo en constante cambio.

#### Identidad colectiva y exterior
Schwemmer define el concepto de identidad para el individuo como “la configuración coherente ... a la cual las actitudes que dan forma a la vida perceptiva y expresiva, la vida emocional y el pensamiento y, por lo tanto, el esfuerzo, la actividad y las afiliaciones (sociales) de las personas en el sentido de algunas de las orientaciones básicas juntas.“  En su dimensión social, dicha identidad va más allá de la cultura definida simbólicamente, es parte de las prácticas comunes de una cultura. Para las sociedades presocráticas también se puede suponer que las prácticas sociales y la cultura simbólica existente se confirman mutuamente y, por lo tanto, están en una relación recíproca estabilizadora. Entonces no solo hay una identidad individual, sino también colectiva. Esta identidad colectiva solo se rompe cuando sus elementos individuales, es decir, las prácticas, actitudes y tradiciones, desarrollan un impulso propio y rompen con la referencia a los otros elementos. La relación de confirmación cerrada se rompe entonces en favor de una dinámica inherente a la lógica. Cuanto más se diferencia esto en una sociedad, más se afloja la identidad colectiva de una cultura, las identidades parcializadas sólo se forman fragmentariamente. Sin embargo, la forma humana de existencia sigue siendo dependiente de la identidad, ya que ésta, como forma del yo, nos ofrece en primer lugar una orientación a nivel individual y colectivo, y nosotros como seres culturales dependemos de una cierta permanencia de nuestro yo simbólico en las representaciones.
Cuando conocemos a alguien que sigue otros patrones básicos de orientación, nos parece ajeno. Sin embargo, esto no da como resultado un malentendido completo, solo un malentendido parcial. Sin embargo, entendemos principalmente cómo se entienden ciertas expresiones, incluso si no entendemos su contenido. De esta manera podemos entender al individuo que conocemos, incluso si no estamos familiarizados con su trasfondo cultural. Esta diferencia entre el individuo personal y el cultural también se aplica a nuestra autopercepción. Para que podamos parecernos al otro como un individuo personal, también debemos ser capaces de distanciarnos de nuestra propia identidad cultural colectiva. Porque la propia cultura ofrece cierto alivio a través de sus formas tradicionales de expresión, pero también induce a la irreflexión. Aquí, en particular, el intercambio con otras culturas resulta particularmente fructífero, ya que ayuda a romper lo antiguo por sí mismo. Esto no significa renunciar a su propia cultura. Siguiendo a Max Weber, Schwemmer define las culturas como individuos históricos. La aceptación de otras culturas debe tener lugar, por tanto, en una “integración creativa de un extraño transformándolo en un impulso dentro de uno mismo”. En el contexto de relaciones internacionales cada vez más fuertes en todos los niveles sociales, esta capacidad de acoger lo extranjero debe verse, en última instancia, como un factor decisivo en la supervivencia cultural. Este es particularmente el caso cuando la alternativa es retirarse a la propia cultura o disolverse en una forma minimalizada de una cultura global con máxima posibilidad de difusión.

## Difusión del legado de Cassirer

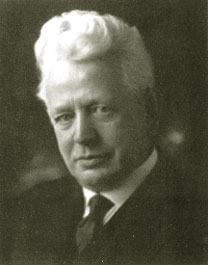
Ernst Cassirer

La edición de los escritos póstumos de Ernst Cassirer se ha asociado con la cátedra de Schwemmer desde 1994. La edición se desarrolla en cooperación con editores de Alemania, América del Norte, Italia, Francia, Austria, Países Bajos y Suiza. La filosofía de Cassirer, como la filosofía de la cultura en su conjunto, está recibiendo actualmente mucha atención.
Schwemmer en Ernst Cassirer. Un filósofo del modernismo europeo presentó una descripción sistemática y compacta de la filosofía de Cassirer. Destaca la dimensión ético-práctica implícita de la personalidad libre, así como una metafísica de la obra fecunda para la filosofía del arte. Además, subrayó la especial importancia del Renacimiento para Cassirer desde una perspectiva filosófica e histórica.
Con respecto a la disputa entre Cassirer y Martin Heidegger con motivo de los cursos universitarios de Davos en 1929, Schwemmer intentó, bajo el título Evento y forma, poner ambas posiciones en una relación constructiva entre sí. Mientras Cassirer, como filósofo de la forma, asume que toda expresión humana y la autoconciencia sólo es posible a través del desvío de la forma, Heidegger se opone a tal definición en formas concretas-simbólicas. Para él es importante demorarse “en el evento”, en la medida en que toda forma de expresión, una vez establecida, confronta a la persona como algo independiente y determina así su pensar y actuar, mientras se olvida la contingencia que se le atribuye. Dado que, por un lado, los seres humanos dependen de la forma para todo pensamiento y acción, y por otro lado, la contingencia de las formas culturales no puede resolverse con justificaciones finales, Schwemmer y Jean-François Lyotard defienden que la forma al menos da testimonio del hecho”.

## Publicaciones

### Libros
- Filosofía de la práctica. Intento de sentar las bases de una doctrina de argumento moral en conexión con una interpretación de la filosofía práctica de Kant. Suhrkamp, Frankfurt 1971 (disertación); Nueva edición con epílogo ibid. 1980.
- con Paul Lorenzen : Lógica constructiva, ética y filosofía de la ciencia. Bibliographisches Institut, Mannheim 1973; 2a edición mejorada 1975.
- Teoría de la explicación racional. Sobre los fundamentos metodológicos de los estudios culturales . CH Beck, Munich 1976 (tesis de habilitación).
- Investigaciones éticas. Preguntas sobre algunos términos básicos. Suhrkamp, Frankfurt 1986.
- Parcela y estructura. Sobre la filosofía de la ciencia en los estudios culturales. Suhrkamp, Frankfurt 1987.
- La filosofía y las ciencias. Criticar una demarcación. Suhrkamp, Frankfurt 1990.
- Ernst Cassirer. Un filósofo del modernismo europeo. Akademie Verlag, Berlín 1997.
- La existencia cultural del hombre. Akademie Verlag, Berlín 1997.
- Filosofía de la cultura. Una base teórica de los medios. Fink, Múnich 2005.
- El evento de la forma. Analizar el pensamiento lingüístico. Wilhelm Fink Verlag, Munich 2011.

### Edición (selección)
- Desde 1995, Schwemmer ha sido editor de los manuscritos y textos póstumos de Ernst Cassirer en Felix Meiner Verlag junto con Klaus Christian Köhnke y John Michael Krois.